# Seznam starostů Šumperka
Seznam představitelů města Šumperk.

## Primátoři
- 1680, Friedrich Sattler
- 1681–1682, Martin Lederer
- 1682–1685, Lukas Spanner
- 1686, Martin Weiser
- 1688, Lukas Spanner
- 1690, Martin Lederer (podruhé)
- 1691, Johann Diminik Beck
- 1694–1695, Johann Dominik Beck (podruhé)
- 1696–1697, Martin Lederer (potřetí)
- 1697–1704, Johann Dominik Beck (potřetí)
- 1709, Kaspar Neugebauer
- 1713, Gottfried Alois Scholz
- 1718, Johann Philipp Hutter
- 1722–1738, Johann Franz Lauer
- 1745–1750, Johann Anton Dittrich
- 1750–1778, Christian Josef Heinrich
- 1781–1789, Engelbert Lauer

## Tzv. zkoušení purkmistři
- 1789–1795, Franz Dittrich
- 1795–1827, Vinzenz Rosner
- 1827–1832, bez purkmistra – zastupoval jej Josef Rossy
- 1832–1838, Josef Rossy
- 1838–1840, bez purkmistra – zastupoval jej Johann Kafka
- 1840–1850, Johann Satzke

## Starostové
- 1850–1857, Karl Adolf Wagner
- 1857–1864, Anton Hönig
- 1864–1870, Ferdinand Johann Schneider
- 1870–1876, Josef Brandhuber
- 1876–1882, Anton Hanel
- 1882–1907, Friedrich von Tersch
- 1907–1918, Dr. Viktor Woelhelm
- 1918–1921, Gustav Oberleithner
  - (od ledna do června 1919 městské zastupitelstvo rozpuštěno, město spravoval vládní komisař Ing. Robert Srkal)
- 1921–1923, Johann Wiltschke
- 1923–1931, Dr. Otto Lebwol
- 1931–1934, Richard Künzel
- 1934–1938, Dr. Alois Blaschke
- 1938–1945, Hans Kaulich (do funkce byl jmenován)

## Předsedové

### Revoluční národní výbor
- 1945 (9. 5.), Karel Machola
- 1945 (25. 5.), Antonín Novotný

### Místní správní komise
- 1945 (3. 6.), Leopold Formánek

### Místní (od r. 1960 Městský) národní výbor
- 1946–1948, Leopold Formánek
- 1948–1949, Alois Vobecký
- 1949–1950, Jaroslav Trojan
- 1950–1960, Bohumil Novák
- 1960–1969, Břetislav Sommer
- 1969–1970, Josef Senczak
- 1970–1976, Lubomír Krejčí
- 1976–1986, Stanislav Krňávek
- 1986–1990, Karel Bleha

## Starostové
- 1990–1994, Ctirad Medlík
- 1994–2002, Ing. Petr Krill
- 2002–2018, Mgr. Zdeněk Brož
- 2018–2022, Mgr. Tomáš Spurný
- od 2022, Mgr. Miroslav Adámek